# Berzeliite
La berzeliite (simbolo IMA: Bze) è un minerale, un arseniato di calcio, sodio e magnesio appartenente al gruppo omonimo facente parte del supergruppo del granato.
La sua formula chimica è Ca2+2Na+Mg2+2As5+3O12.

## Etimologia e storia
È stata descritta per la prima volta da O. Kühn nel 1840 in base ad un ritrovamento avvenuto a Långban (in Svezia). Determinò la composizione in modo non del tutto corretto come (Ca, Mg, Mn)3As2O8 e chiamò il minerale in onore del medico e chimico svedese Jöns Jacob Berzelius. Questo ha reso la berzeliite il secondo minerale a prendere il nome dal famoso chimico. Già nel 1832, François Sulpice Beudant ribattezzò la séleniure de cuivre che aveva precedentemente descritto, come berzelin. Nel 1850, questo nome fu cambiato di nuovo in berzelianite da James Dwight Dana.
A quanto riportato da alcuni scritti, la scelta del nome berzeliite non è stata priva di polemiche:
(O. Kühn)
ed era stata ritardata di qualche anno a causa di problemi personali:
(O. Kühn)
La struttura fu determinata dal mineralogista austriaco Karl Ludwig Felix Machatschki 90 anni più tardi, durante il suo soggiorno a Gottinga. È stato in grado di dimostrare che il sodio è un componente essenziale della berzeliite e che il minerale cristallizza con la struttura del granato e da questo ha derivato la composizione corretta.
Nello stesso anno, Machatschki fu nominato professore all'Università di Tubinga (Germania), dove nel 1935 lui e Wolfgang Bubeck fornirono la prova finale del fatto che la berzeliite è isotipica del granato. È stata la prima prova in assoluto di un isotipo di un arseniato con una struttura silicatica.
Le prime sintesi furono fatte nel 1968 da Jun Ito del Dipartimento di Scienze Geologiche dell'Università Harvard a Cambridge. È stato in grado di dimostrare che la berzeliite e il suo equivalente di manganese (manganberzeliite) sono perfettamente miscibili e non sono più stabili a temperature superiori a 550 °C (1,5 kbar).
Nel 1995, Khorari e i suoi colleghi sono stati in grado di dimostrare con ulteriori indagini sui granati sintetici all'arseniato che la berzeliite è polimorfica e passa ad avere la struttura dell'alluaudite ad alte temperature.

## Classificazione
L'attuale classificazione dell'Associazione Mineralogica Internazionale (IMA) include la berzeliite nel supergruppo del granato, dove forma il "gruppo della berzeliite" con 15 cariche positive sulla posizione reticolare coordinata tetraedrica insieme a manganberzeliite, palenzonaite e schäferite.
Nell'obsoleta, ma in parte ancora in uso, 8ª edizione della sistematica minerale secondo Strunz, la berzeliite appartiene alla classe dei "fosfati, arseniati e vanadati" e da qui alla sottoclasse dei "fosfati anidri [PO4]3−, senza anioni estranei", dove viene elencata insieme a palenzonaite, chladniite, fillowite, galileiite, johnsomervilleite, manganberzeliite, schäferite, stornesite-(Y) e xenophyllite con le quali forma il gruppo senza nome nº VII/A.08.
La 9ª edizione della sistematica minerale di Strunz, valida dal 2001 e utilizzata dall'Associazione Mineralogica Internazionale (IMA), classifica la berzeliite nella classe 8. Fosfati, arsenati, vanadati e da lì nella sottoclasse "8.A Fosfati, ecc. senza anioni aggiuntivi, senza H2O". Tuttavia, questa è ulteriormente suddivisa in base alla dimensione relativa dei cationi coinvolti, in modo che il minerale possa essere trovato nella suddivisione "8.AC Con cationi di media e grande dimensione" in base alla sua composizione, dove forma il gruppo della berzeliite col sistema nº 8.AC.25 insieme a palenzonaite, manganberzeliite e schäferite.
Anche la classificazione dei minerali secondo Dana, che viene utilizzata principalmente nel mondo anglosassone, classifica la berzeliite nella classe dei "fosfati, arseniati e vanadati" e lì nella sottoclasse di "fosfati anidri, ecc." Qui può essere trovata insieme a palenzonaite, manganberzeliite e schäferite nel gruppo della berzeliite all'interno della suddivisione "38.02 Fosfati anidri ecc., (A+B2+)5(XO4)3" con il sistema nº 38.02.01.

## Chimica
La berzeliite con la composizione idealizzata [X](Na+Ca2+2)[Y]Mg2+2[Z]As5+3O12 è l'analogo del magnesio della manganberzeliite ([X](Na+Ca2+2)[Y]Mn2+2[Z]As5+3O12) o l'analogo dell'arsenico della schäferite ([X](Na+Ca2+2)[Y]Mg2+2[Z]V5+3O12). Le parentesi quadre indicano la posizione dei cationi nella struttura granata.
Per la berzeliite della località tipo, è data la seguente composizione:
- {\displaystyle \mathrm {^{[X]}(Ca_{2,13}^{2+}Na_{0,90}^{+})^{[Y]}(Mg_{1,68}^{2+}Mn_{0,29}^{2+})^{[Z]}(As_{2,89}^{5+}V_{0,02}^{5+}P_{0,02}^{5+}Si_{0,07}^{4+})O_{12}} }

L'unica deviazione significativa dalla composizione ideale è la sostituzione del magnesio con il manganese nella posizione {\displaystyle {\ce {Y}}} coordinata ottaedrica, corrispondente alla seguente reazione di scambio:
- {\displaystyle \mathrm {^{[E]}Mg^{2+}=\,\,^{[Y]}Mn^{2+}} }

C'è una completa intercambiabilità di magnesio e manganese in questa posizione.
I livelli di calcio nella posizione {\displaystyle {\ce {X}}} possono essere leggermente superiori al massimo atteso per i granati di questo gruppo. La carica viene equalizzata mediante l'installazione di silicio sulla posizione tetraedrica secondo la reazione di scambio:
- {\displaystyle \mathrm {^{[X]}Na^{+}+\,^{[Z]}As^{5+}=^{[X]}Ca^{2+}+\,^{[Z]}Si^{4+}} }

## Abito cristallino
La berzeliite cristallizza nel sistema cubico nel gruppo spaziale Ia3d (gruppo nº 230) con 8 unità di formula per cella unitaria. Il cristallo misto naturale della località tipo ha il parametro reticolare a = 12,3450 Å. Il parametro reticolare della berzeliite sintetica pura è leggermente più piccolo: a = 12,33 Å.
La struttura è quella del granato. Il sodio (Na+) e il calcio (Ca2+) occupano la posizione {\displaystyle {\ce {X}}}, che è dodecaedrica circondata da 8 ioni ossigeno, il magnesio (Mg2+) occupa la posizione {\displaystyle {\ce {Y}}}, che è ottaedrica circondata da 6 ioni ossigeno, e la posizione {\displaystyle {\ce {Z}}}, che è tetraedrica circondata da 4 ioni ossigeno, è occupata esclusivamente dall'arsenico (As5+).

## Origine e giacitura
La berzeliite si forma durante il metamorfismo di contatto dei sedimenti carbonatici da magmi granitici a dioritici.
La località tipo è il giacimento di skarn ferro-manganese di Långban nel comune di Filipstad, nella contea di Värmland, in Svezia. La berzeliite si trova qui negli skarn ricchi di manganese insieme a calcite e hausmannite, più raramente anche con magnetite o richterite. Questo giacimento di manganese estremamente ricco di minerali è la località tipo di oltre 70 altri minerali, per lo più molto rari.
Un altro giacimento simile in Svezia è la "miniera di Sjögruvan" vicino a Grythyttan nel comune di Hällefors, nella contea di Örebro, in Svezia.
In Italia, la berzeliite si trova nei giacimenti metamorfici di manganese della provincia di Cuneo in Piemonte. Nella miniera di Montaldo, nei pressi di Borgata Oberti in Val Corsaglia nel comune di Montaldo di Mondovì, la berzeliite è stata trovata associata a calcite. La berzeliite è stata trovata anche nei depositi della miniera di "La Valletta" nella Valle Miara nel comune di Canosio.
In Svizzera, la berzeliite è stata trovata nei cumuli di scorie della miniera di "Falotta" nel comune di Surses nella valle dell'Albula, nel Canton Grigioni.
Nella fumarola di Arsenatnaya del vulcano Tolbačik nel territorio della Kamčatka, in Russia, la berzeliite si trova associata a numerosi e rarissimi arseniati.

## Forma in cui si presenta in natura
La berzeliite si presenta sotto forma di masse e croste cerose e grossolane o cristalli per lo più xenomorfi di dimensioni raramente superiori a un millimetro. Il colore varia con l'aumentare del contenuto di manganese dall'incolore al giallo, dall'arancione al brunastro.